# Lacy Lennon
Lacy Lennon (Honolulu, Hawái; 23 de enero de 1997) es una actriz pornográfica y modelo erótica estadounidense.

## Biografía
En su adolescencia se mudó a Nevada, donde inició estudios de canto lírico y acudió a la universidad para empezar la carrera de Negocios. Compaginó la carrera con varios trabajos como camgirl, estríper y también durante un año como prostituta con licencia en el burdel legal Moonlite BunnyRanch en Carson City (Nevada).
Debutó como actriz en la industria pornográfica en octubre de 2018, con 21 años, firmando un contrato con la agencia de talentos Motley Models, con la que realizó sus primeras películas. Posteriormente dejó la compañía y fichó por Spiegler Girls.
Como actriz, ha trabajado para estudios como Girlfriends Films, New Sensations, Hustler, 3rd Degree, Wicked, Pure Taboo, Sweetheart Video, Zero Tolerance, Blacked, Deeper, Twistys, Naughty America, Reality Kings, Mofos, Evil Angel o Brazzers.
En octubre de 2019 fue elegida Twistys Girl del mes. Al mes siguiente, la revista Penthouse la nombró pet de noviembre. En 2020 recibió sus primeras nominaciones en el circuito profesional de la industria, destacando por conseguir el reconocimiento en los Premios AVN y los XBIZ a la Mejor actriz revelación.
Otras nominaciones en los Premios AVN fueron las de Mejor actriz por The Gentleman, a la Mejor escena de sexo lésbico por Endless y a la Mejor escena de sexo lésbico en grupo por R&B Diva. También logró la nominación a la Mejor escena de trío M-H-M por la película paródica de Marvel Captain Marvel XXX: An Axel Braun Parody, cinta para la que así mismo fue nominada en los XBIZ a la Mejor escena de sexo en película protagonista.
Fue nombrada por Penthouse como Pet of the Year de 2020.
Ha rodado más de 430 películas. Entre sus actuaciones más destacadas se encuentran 5K Porn 2, Axel Braun's Girlfest 2, Blacked Raw V19, Closing Time, Filling Up the Babysitter 2, Guilty Party, In the Room - She's My Hotwife, Lesbian Sex 21, Nympho 7, While He Watches o Women Seeking Women 168.

## Premios y nominaciones
| Año  | Ceremonia    | Resultado | Premio                                        | Trabajo                                  |
| ---- | ------------ | --------- | --------------------------------------------- | ---------------------------------------- |
| 2020 | Premios AVN  | Nominada  | Mejor actriz revelación                       | —                                        |
| 2020 | Premios AVN  | Nominada  | Mejor actriz                                  | The Gentleman                            |
| 2020 | Premios AVN  | Nominada  | Mejor escena de sexo lésbico                  | Endless                                  |
| 2020 | Premios AVN  | Nominada  | Mejor escena de sexo lésbico en grupo         | R&B Diva                                 |
| 2020 | Premios AVN  | Nominada  | Mejor escena de trío M-H-M                    | Captain Marvel XXX: An Axel Braun Parody |
| 2020 | Premios XBIZ | Nominada  | Mejor actriz revelación                       | —                                        |
| 2020 | Premios XBIZ | Nominada  | Mejor escena de sexo en película protagonista | Captain Marvel XXX: An Axel Braun Parody |
| 2020 | Premios XBIZ | Nominada  | Mejor escena de sexo en realidad virtual      | Star-Spangled Banger                     |
| 2021 | Premios AVN  | Nominada  | Mejor actriz                                  | Alien Rhapsody                           |
| 2021 | Premios AVN  | Nominada  | Mejor escena de sexo en grupo                 | Under the Bed                            |
| 2021 | Premios XBIZ | Nominada  | Mejor escena de sexo en película vignette     | Student Bodies 8                         |
| 2021 | Premios XBIZ | Nominada  | Mejor escena de sexo en realidad virtual      | The Witcher: A XXX Parody                |
| 2022 | Premios AVN  | Ganadora  | Mejor actriz en mediometraje                  | Black Widow XXX: An Axel Braun Parody    |
| 2022 | Premios AVN  | Nominada  | Mejor escena de blowbang                      | Facialized 8                             |
| 2022 | Premios AVN  | Nominada  | Mejor escena de sexo lésbico                  | Digital Flesh 2                          |
| 2022 | Premios AVN  | Nominada  | Mejor escena de sexo en realidad virtual      | Look at Me!                              |
| 2022 | Premios AVN  | Nominada  | Mejor escena de trío H-M-H                    | Black Widow XXX: An Axel Braun Parody    |
| 2022 | Premios XBIZ | Nominada  | Artista femenina del año                      | —                                        |
| 2022 | Premios XBIZ | Nominada  | Mejor actuación protagonista                  | Black Widow XXX: An Axel Braun Parody    |
| 2022 | Premios XBIZ | Nominada  | Mejor escena de sexo en película lésbica      | Charlotte & Lacy                         |
| 2022 | Premios XBIZ | Ganadora  | Mejor escena de sexo en película protagonista | Black Widow XXX: An Axel Braun Parody    |
| 2023 | Premios XBIZ | Nominada  | Artista lésbica del año                       | —                                        |
| 2025 | Premios XMA  | Nominada  | Mejor escena de sexo en película lésbica      | Bellesa House                            |